# Stokely Mason
Stokely Mason (Barataria, 24 ottobre 1975) è un ex calciatore trinidadiano, di ruolo centrocampista.

## Carriera

### Club
Ha giocato nel campionato trinidadiano e costaricano.

### Nazionale
Ha esordito in Nazionale nel 1996, giocando 57 incontri sino al 2004.